# Prokuratura Krajowa

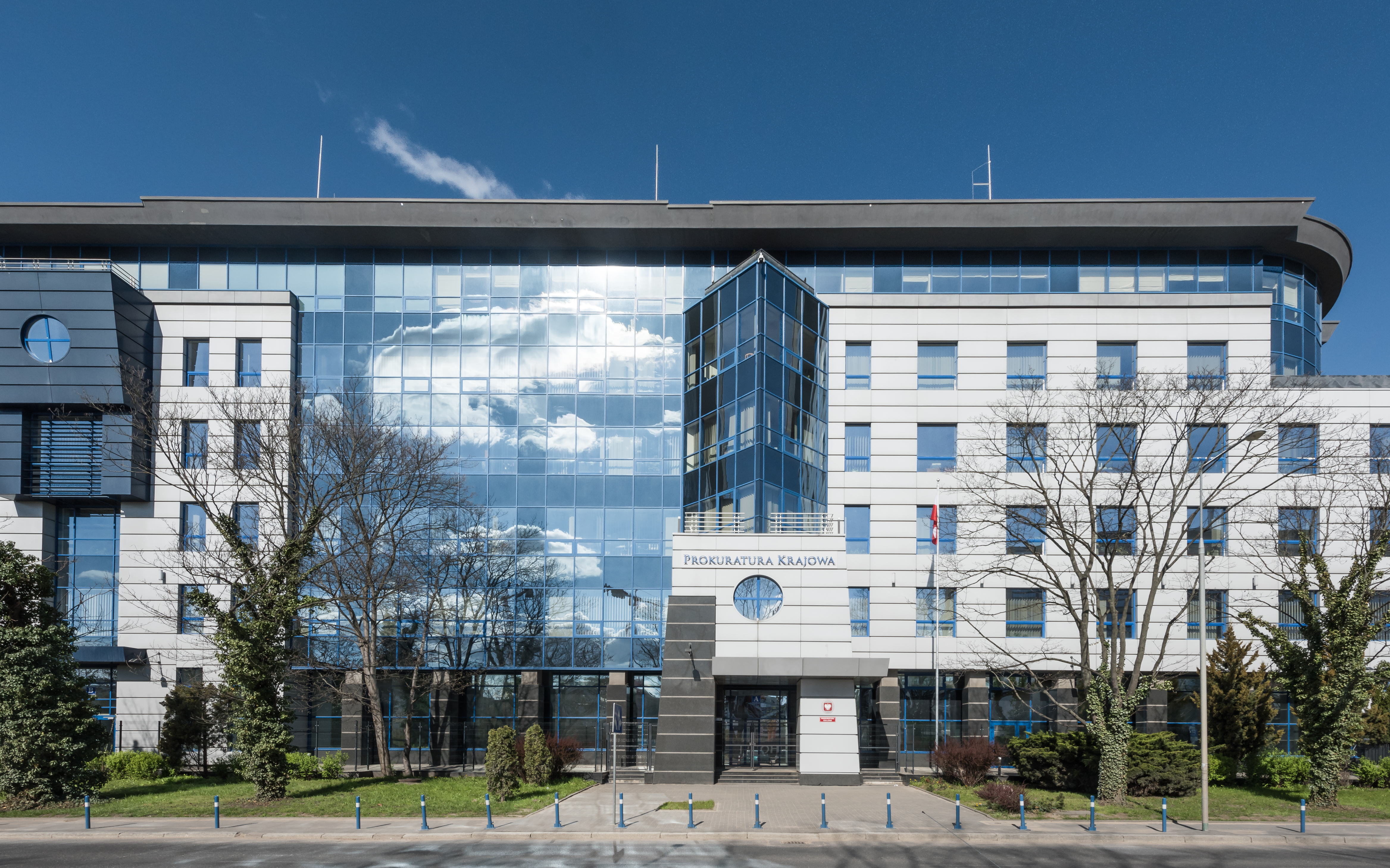
Siedziba Prokuratury Krajowej przy ul. Postępu 3 w Warszawie

Prokuratura Krajowa – naczelna  powszechna jednostka organizacyjna prokuratury w Polsce, którą kieruje Prokurator Krajowy. W 2010 została zniesiona, a zastąpiła ją wtedy Prokuratura Generalna kierowana przez Prokuratora Generalnego. W 2016 Prokuratura Krajowa została ponownie utworzona (w miejsce Prokuratury Generalnej).
Siedziba główna Prokuratury Krajowej znajduje się przy ul. Postępu 3 w Warszawie. Ponadto Departament do Spraw Przestępczości Zorganizowanej i Korupcji prowadzi wydziały zamiejscowe w miastach będących siedzibą sądu apelacyjnego.

## Zadania
Do zadań Prokuratury Krajowej należy w szczególności:
- nadzorowanie i koordynowanie prac prokuratur niższego szczebla (regionalnych, okręgowych i rejonowych)
- występowanie przed Trybunałem Konstytucyjnym, Sądem Najwyższym i Naczelnym Sądem Administracyjnym.
- współpraca międzynarodowa w zakresie zwalczania przestępczości
- podejmowanie działań związanych z uprawnieniami Prokuratora Generalnego.

## Struktura organizacyjna

### Prokurator Krajowy
Prokurator Krajowy to jeden z zastępców Prokuratora Generalnego i przełożony prokuratorów powszechnych jednostek organizacyjnych prokuratury.
Prokuratora Krajowego jako pierwszego zastępcę Prokuratora Generalnego oraz pozostałych zastępców Prokuratora Generalnego (w liczbie nie większej niż 7) powołuje spośród prokuratorów Prokuratury Krajowej i odwołuje z pełnienia tych funkcji Prezes Rady Ministrów na wniosek Prokuratora Generalnego. Prokuratora Krajowego oraz pozostałych zastępców Prokuratora Generalnego powołuje się po uzyskaniu opinii Prezydenta Rzeczypospolitej Polskiej, a odwołuje za jego pisemną zgodą.
Decyzją Prokuratora Generalnego Adama Bodnara z dnia 12 stycznia 2024 Dariusz Barski został odsunięty od sprawowania obowiązków Prokuratora Krajowego; jako powód wskazano nieskuteczne przywrócenie go do służby czynnej ze stanu spoczynku w 2022 roku i związaną z tym niemożność wykonywania tej funkcji. Tego samego dnia Jacek Bilewicz został powołany przez premiera Donalda Tuska na pełniącego obowiązki I zastępcy Prokuratora Generalnego oraz prokuratora krajowego na wniosek Adama Bodnara. Po tej decyzji Prokuratura Krajowa wydała oświadczenia, w których sprzeciwiła się powierzeniu obowiązków prokuratora krajowego Jackowi Bilewiczowi. Z decyzją nie zgodziła się również część środowiska prawniczego. Dariusza Barskiego za Prokuratora Krajowego uznają ponadto prezydent RP, opozycja oraz część zastępców PG. Izba Karna Sądu Najwyższego w składzie trzech sędziów powołanych po 8 grudnia 2017 – wbrew wyrokowi SN z 5 grudnia 2019 r. i uchwale połączonych Izb SN z 23 stycznia 2020 r. – 27 września 2024 r. uznała, że interpretacja Ministra Sprawiedliwości była błędna, a Dariusz Barski został legalnie powołany w 2022 r..
Prokuratorzy krajowi III Rzeczypospolitej
- Henryk Pracki (7 lipca 1996 – 12 lipca 2001)
- Włodzimierz Blajerski (12 lipca 2001 – 22 października 2001)
- Andrzej Kaucz (22 października 2001 – 14 listopada 2001)
- Karol Napierski (17 grudnia 2001 – 31 października 2005)
- Janusz Kaczmarek (31 października 2005 – 8 lutego 2007)
- p.o. Tomasz Szałek (4 kwietnia 2007 – 14 maja 2007)
- (wakat)
- p.o. Dariusz Barski (14 czerwca 2007 – 19 lipca 2007)
- Dariusz Barski (19 lipca 2007 – 21 listopada 2007)
- Marek Staszak (21 listopada 2007 – 20 stycznia 2009)
- p.o. Jerzy Szymański (21 stycznia 2009 – 6 marca 2009)
- Edward Zalewski (6 marca 2009 – 31 marca 2010)
- Bogdan Święczkowski (7 marca 2016 – 16 lutego 2022)
- (wakat)
- Dariusz Barski (de facto 18 marca 2022 – 12 stycznia 2024[13])
- p.o. Jacek Bilewicz (12 stycznia 2024 – 14 marca 2024[14][15])
- Dariusz Korneluk (od 14 marca 2024[16])

### Biuro Prezydialne
W skład Biura Prezydialnego wchodzą:
- Wydział Prezydialny z Działem do Spraw Organizacji Pracy Prokuratury, Wizytacji i Lustracji;
- Wydział Prawny;
- Wydział Skarg i Wniosków;
- Wydział Nadzoru nad Czynnościami Operacyjno-Rozpoznawczymi;
- Zespół Rzecznika Dyscyplinarnego Prokuratora Generalnego.

Do zadań Biura Prezydialnego należy w szczególności:
- przygotowywanie informacji o charakterze ogólnym dla Sejmu RP, Senatu RP, Prezydenta RP, Rady Ministrów i innych organów w zakresie działania prokuratury, z wykorzystaniem materiałów przedstawionych przez inne komórki organizacyjne;
- opracowywanie programów dotyczących podstawowych kierunków działania prokuratury oraz rozwiązań organizacyjnych określających funkcjonowanie jednostek;
- wykonywanie czynności dotyczących realizacji kompetencji Prokuratora Generalnego w zakresie kontroli operacyjnej i innych czynności operacyjno-rozpoznawczych wykonywanych przez uprawnione organy;
- prowadzenie i koordynowanie działalności wizytacyjnej i lustracyjnej.

### Biuro Prokuratora Krajowego
W skład Biura Prokuratora Krajowego wchodzi Dział Prasowy.
Do zadań Biura Prokuratora Krajowego należy w szczególności:
- zapewnienie obsługi Prokuratora Generalnego, Prokuratora Krajowego, pozostałych zastępców Prokuratora Generalnego i Zastępcy Prokuratora Krajowego;
- organizowanie posiedzeń Krajowej Rady Prokuratorów przy Prokuratorze Generalnym;
- zapewnienie obsługi Prokuratora Generalnego, Prokuratora Krajowego i pozostałych zastępców Prokuratora Generalnego w zakresie kontaktów z mediami;
- organizowanie i obsługa spotkań, wizyt i konferencji Prokuratora Generalnego, Prokuratora Krajowego, pozostałych zastępców Prokuratora Generalnego i Zastępcy Prokuratora Krajowego.

### Biuro Kadr
W skład Biura Kadr wchodzą:
- Wydział I Spraw Osobowych Prokuratorów;
- Wydział II Spraw Osobowych Prokuratorów;
- Wydział Spraw Osobowych Pracowników Prokuratury;
- Samodzielne stanowisko do Spraw Osobowych Prokuratorów do Spraw Wojskowych.

Do zadań Biura Kadr należy w szczególności:
- realizacja zadań związanych z problematyką zatrudniania i wynagradzania prokuratorów Prokuratury Krajowej oraz prokuratorów delegowanych do Prokuratury Krajowej i pozostających na etacie tej jednostki, w tym prowadzenie dokumentacji osobowej i obsługa modułu kadrowego w elektronicznym systemie finansowo – księgowym;
- prowadzenie bazy danych w zakresie limitów wszystkich grup zawodowych zatrudnionych w prokuraturze oraz przygotowywanie na tej podstawie analiz etatyzacyjno-kadrowych w celu racjonalnego rozmieszczania kadr prokuratury w poszczególnych jednostkach;
- opracowywanie planów etatyzacyjnych na potrzeby projektu budżetu prokuratury na rok następny;
- ewidencja ruchów kadrowych prokuratorów i asesorów w jednostkach;
- analizowanie poziomu obciążenia pracą prokuratorów oraz równomierności ich rozmieszczenia i wykorzystania w poszczególnych jednostkach.

### Biuro Budżetu i Majątku Prokuratury
W skład Biura Budżetu i Majątku Prokuratury wchodzą:
- Wydział Budżetu;
- Wydział Majątku i Inwestycji;
- Wydział Kontroli Finansowej i Gospodarczej;
- W strukturze Biura funkcjonuje główny księgowy budżetu prokuratury

Do zadań Biura Budżetu i Majątku Prokuratury należy w szczególności:
- wykonywanie obowiązków dysponenta części budżetowej odpowiadającej powszechnym jednostkom organizacyjnym prokuratury, w tym również w odniesieniu do środków przeznaczonych na finansowanie projektów z udziałem środków Unii Europejskiej oraz środków pochodzących z innych źródeł zagranicznych niepodlegających zwrotowi;
- opracowywanie materiałów do projektu ustawy budżetowej
- planowanie, finansowanie i nadzorowanie inwestycji części budżetu państwa odpowiadającej prokuraturze;
- sporządzanie wniosków o rezerwy celowe, rezerwę ogólną, i zapewnianie dofinansowywania oraz decyzji o blokowaniu planowanych wydatków w części odpowiadającej prokuraturze.

### Biuro Administracyjno-Finansowe
Do zadań Biura Administracyjno-Finansowego należy w szczególności:
- monitorowanie wykonania wydatków w układzie zadaniowym i sporządzanie informacji w tym zakresie;
- opracowywanie, w porozumieniu z Biurem Budżetu i Majątku Prokuratury, harmonogramu realizacji planu finansowego;
- sprawowanie nadzoru i kontroli nad realizacją zadań określonych w planie finansowym Prokuratury Krajowej
- przestrzeganie zasad właściwego gospodarowania mieniem Skarbu Państwa i dyscypliny finansowej;
- organizowanie właściwego przepływu informacji w zakresie realizacji zadań finansowanych z budżetu państwa.

### Biuro Spraw Konstytucyjnych
Do zadań Biura Spraw Konstytucyjnych należy w szczególności:
- prowadzenie spraw związanych z wykonywaniem przez Prokuratora Generalnego jego konstytucyjnych uprawnień do inicjowania kontroli zgodności z Konstytucją Rzeczypospolitej Polskiej aktów normatywnych, w tym przygotowywanie projektów wniosków Prokuratora Generalnego do Trybunału Konstytucyjnego w przedmiocie zgodności z Konstytucją RP aktów normatywnych w sprawach zgłaszanych przez obywateli lub inne podmioty zewnętrzne albo z własnej inicjatywy;
- podejmowanie działań związanych z wykonywaniem obowiązków i uprawnień procesowych Prokuratora Generalnego jako uczestnika postępowania w sprawach rozpoznawanych przez Trybunał Konstytucyjny.

### Biuro Współpracy Międzynarodowej
W skład Biura Współpracy Międzynarodowej wchodzą:
- Wydział Spraw Międzynarodowych;
- Wydział Obrotu Prawnego z Zagranicą.

Do zadań Biura Współpracy Międzynarodowej należy w szczególności:
- analiza formalnoprawna, ekspedycja i koordynowanie realizacji kierowanych za granicę za pośrednictwem Biura wniosków o pomoc prawną w sprawach karnych prowadzonych w jednostkach i w innych uprawnionych organach;
- koordynowanie, na wniosek jednostek i innych uprawnionych organów, realizacji wniosków kierowanych przez nie bezpośrednio do organów państw obcych oraz koordynowanie realizacji wniosków o pomoc prawną kierowanych do Rzeczypospolitej Polskiej z zagranicy za pośrednictwem Biura;
- koordynowanie postępowań ekstradycyjnych realizowanych w RP, ekspediowanie wniosków ekstradycyjnych i monitorowanie postępowań wszczynanych w tych sprawach za granicą;
- pośredniczenie w przekazywaniu prokuratorom europejskich nakazów aresztowania pochodzących z zagranicy oraz innej korespondencji urzędowej z nimi związanej.

### Biuro Bezpieczeństwa Wewnętrznego
Do zadań Biura Bezpieczeństwa Wewnętrznego należy w szczególności:
- zapewnienie ochrony informacji niejawnych przetwarzanych w Prokuraturze Krajowej w rozumieniu ustawy z dnia 5 sierpnia 2010 r. o ochronie informacji niejawnych (Dz.U. z 2016 r. Poz. 1167);
- realizowanie przedsięwzięć z zakresu obronności państwa, zarządzania kryzysowego i współpracy cywilno-wojskowej w Prokuraturze Krajowej oraz koordynowanie tej działalności w podległych jednostkach.

### Departament do Spraw Cyberprzestępczości i Informatyzacji
Do zadań Departamentu do Spraw Cyberprzestępczości i Informatyzacji należą w szczególności:
- nadzorowanie i koordynowanie postępowań przygotowawczych w sprawach o poważne przestępstwa popełnione z wykorzystaniem Internetu oraz zaawansowanych technologii i systemów komputerowych (cyberprzestępczość) prowadzonych przez prokuratury regionalne, prokuratury okręgowe i prokuratury rejonowe;
- sprawowanie nadzoru instancyjnego związanego z realizacją uprawnień Prokuratora Generalnego w postępowaniu przygotowawczym w sprawach z zakresu cyberprzestępczości oraz koordynowanie nadzoru służbowego nad postępowaniem przygotowawczym, sprawowanego przez prokuratury regionalne i okręgowe, oraz sprawowanie zwierzchniego nadzoru służbowego nad wybranymi postępowaniami przygotowawczymi prowadzonymi przez jednostki w zakresie właściwości Departamentu;
- zbieranie i analizowanie informacji oraz materiałów dotyczących cyberprzestępczości, a ponadto opracowywanie na ich podstawie ocen dotyczących kierunków i dynamiki tej przestępczości;
- kształtowanie praktyki zwalczania cyberprzestępczości na podstawie prowadzonych analiz i badań w zakresie właściwości Departamentu;
- koordynowanie działalności prokuratury i innych organów państwowych, w szczególności Centralnego Biura Zwalczania Cyberprzestępczości w zakresie zwalczania cyberprzestępczości;
- współpraca międzynarodowa w zakresie opracowywania strategii zwalczania cyberprzestępczości transgranicznej oraz ścigania jej sprawców, współdziałanie z polskim przedstawicielem w Eurojust w zakresie działań prokuratury oraz z przedstawicielami innych organizacji międzynarodowych i ponadnarodowych działających na podstawie umów międzynarodowych ratyfikowanych przez Rzeczpospolitą Polską w zakresie zwalczania cyberprzestępczości;
- przygotowywanie projektów decyzji w zakresie uprawnienia Prokuratora Generalnego, o którym mowa w art. 328 k.p.k.;
- monitorowanie spraw, w których strona wniosła skargę na naruszenie prawa strony do rozpoznania sprawy w postępowaniu
- przygotowawczym prowadzonym lub nadzorowanym przez prokuratora bez nieuzasadnionej zwłoki w zakresie właściwości Departamentu;
- przygotowywanie informacji w sprawach będących przedmiotem interpelacji i zapytań poselskich, stanowisk w związku z oświadczeniami senatorów oraz udzielanie Rzecznikowi Praw Obywatelskich żądanych odpowiedzi i wyjaśnień w zakresie właściwości Departamentu;
- opracowywanie kierunków rozwoju informatyzacji prokuratury;
- opracowywanie, budowa, wdrażanie i utrzymanie ogólnokrajowych systemów teleinformatycznych i nadzór nad ich eksploatacją;
- koordynowanie działań zapewniających prawidłowe funkcjonowanie systemów teleinformatycznych w jednostkach;
- definiowanie oraz aktualizacja architektury systemów teleinformatycznych w prokuraturze;
- definiowanie i utrzymywanie procesów zarządzania systemami teleinformatycznymi w prokuraturze;
- definiowanie i nadzór nad procesami zarządzania jakością danych przetwarzanych w systemach teleinformatycznych prokuratury;
- realizacja zadań związanych z budową i utrzymaniem ogólnokrajowej sieci transmisji danych zapewniającej wymianę danych pomiędzy jednostkami;
- przekazywanie do Biura Bezpieczeństwa Wewnętrznego danych niezbędnych do monitorowania i oceny stanu bezpieczeństwa informacji w cyberprzestrzeni Prokuratury Krajowej oraz analizy incydentów w cyberprzestrzeni Prokuratury Krajowej oraz innych powszechnych jednostek organizacyjnych prokuratury;
- współpraca z Biurem Bezpieczeństwa Wewnętrznego przy organizacji i przeprowadzaniu audytów i testów bezpieczeństwa w zakresie ochrony informacji w cyberprzestrzeni Prokuratury Krajowej oraz innych powszechnych jednostek organizacyjnych prokuratury;
- opracowywanie, w uzgodnieniu z Biurem Budżetu i Majątku Prokuratury, projektu budżetu w zakresie wdrażania ogólnokrajowych i lokalnych rozwiązań informatycznych;
- koordynowanie działalności w zakresie realizacji zadań wspólnych dla departamentów i biur Prokuratury Krajowej wynikających z informatyzacji prokuratury;
- opracowywanie wstępnych projektów aktów normatywnych w zakresie wdrażania, stosowania i rozwoju systemów teleinformatycznych w prokuraturze;
- opiniowanie i standaryzacja zakupów sprzętu informatycznego i oprogramowania w prokuraturze oraz gospodarowanie sprzętem informatycznym i oprogramowaniem w Prokuraturze Krajowej;
- wykonywanie zadań związanych z administrowaniem przez Prokuraturę Krajową danymi przetwarzanymi w ogólnokrajowych systemach teleinformatycznych prokuratury;
- współpraca z Głównym Urzędem Statystycznym i Komendą Główną Policji w zakresie sprawozdawczości i statystyki oraz współpraca z właściwymi organami i instytucjami w zakresie dostępu do prowadzonych przez te podmioty baz danych i ewidencji;
- realizacja zadań oraz koordynowanie działań jednostek związanych z wypełnianiem obowiązków wynikających z ustawy z dnia 24 sierpnia 2007 r. o udziale Rzeczypospolitej Polskiej w Systemie Informacyjnym Schengen oraz Wizowym Systemie Informacyjnym (Dz.U. z 2023 r. poz. 1355), zwanej dalej „ustawą o SIS oraz VIS";
- realizacja zadań oraz koordynowanie działań jednostek związanych z przekazywaniem i otrzymywaniem informacji kryminalnych z Krajowego Centrum Informacji Kryminalnych;
- zapewnienie obsługi informatycznej w Prokuraturze Krajowej;
- inicjowanie pozyskiwania środków z funduszy krajowych i europejskich, przygotowywanie budżetów projektów z funduszy pomocowych, ich obsługa i rozliczanie w zakresie informatyzacji.

### Departament do Spraw Przestępczości Zorganizowanej i Korupcji
W skład Departamentu do Spraw Przestępczości Zorganizowanej i Korupcji wchodzą:
- Wydział Postępowania Przygotowawczego i Nadzoru,
- Zespół do Spraw Terroryzmu,
- Zespół Koordynacji, Analiz i Monitorowania,

Do zadań Departamentu do Spraw Przestępczości Zorganizowanej i Korupcji należy w szczególności:
- prowadzenie, nadzorowanie i koordynowanie postępowań przygotowawczych w sprawach o przestępstwa noszące cechy przestępczości zorganizowanej, w tym transgranicznej, przestępstwa popełnione z wykorzystaniem internetu oraz zaawansowanych technologii i systemów komputerowych (cyberprzestępczość zorganizowana), najpoważniejsze przestępstwa łapownictwa w organach władzy ustawodawczej, organach administracji rządowej, samorządowej, organach ścigania i organach kontroli, przestępstwa o charakterze terrorystycznym, o którym mowa w art. 115 § 20 k.k., inne przestępstwa, które ze względu na charakter i wagę sprawy, na podstawie polecenia Prokuratora Generalnego lub Prokuratora Krajowego, zostały przekazane do prowadzenia przez Departament;
- koordynowanie działalności prokuratury i innych organów państwowych w zakresie ścigania przestępczości zorganizowanej i zwalczania terroryzmu, cyberprzestępczości zorganizowanej, korupcji, prania pieniędzy, handlu ludźmi, produkcji oraz obrotu środkami odurzającymi i psychotropowymi, uprowadzeń dla okupu, nielegalnego wyrobu i handlu bronią, materiałami niebezpiecznymi oraz materiałami służącymi do produkcji broni masowego rażenia;
- współpraca międzynarodowa w zakresie opracowywania strategii zwalczania międzynarodowej przestępczości zorganizowanej oraz ścigania jej sprawców, współdziałanie z polskimi przedstawicielami w Eurojust w zakresie działań prokuratury oraz z przedstawicielami innych organizacji międzynarodowych;
- wykonywanie zadań w ramach krajowego systemu koordynacyjnego Eurojust;
- współpraca z Europejskim Urzędem do Spraw Zwalczania Przestępstw Finansowych na szkodę Unii Europejskiej (OLAF) w zakresie zwalczania przestępczości zorganizowanej.

#### Wydziały zamiejscowe
Departament do Spraw Przestępczości Zorganizowanej i Korupcji prowadzi wydziały zamiejscowe w miastach będących siedzibą sądu apelacyjnego.

### Departament do Spraw Przestępczości Gospodarczej
Do zadań Departamentu do Spraw Przestępczości Gospodarczej należy w szczególności:
- nadzorowanie i koordynowanie postępowań przygotowawczych prowadzonych przez Wydziały do Spraw Przestępczości Finansowo-Skarbowej w prokuraturach regionalnych oraz Wydziały do Spraw Przestępczości Gospodarczej w prokuraturach regionalnych i okręgowych;
- zbieranie i analizowanie informacji oraz materiałów dotyczących przestępczości przeciwko obrotowi gospodarczemu i finansowo-skarbowej, a ponadto opracowywanie na ich podstawie ocen dotyczących kierunków i dynamiki tej przestępczości;
- koordynowanie działalności prokuratury i innych organów państwowych w zakresie ścigania przestępczości przeciwko obrotowi gospodarczemu i finansowo-skarbowej;
- sprawowanie zwierzchniego nadzoru służbowego nad wybranymi postępowaniami przygotowawczymi prowadzonymi przez jednostki;
- wykonywanie czynności związanych z realizacją nadzoru instancyjnego sprawowanego przez Prokuratora Generalnego w postępowaniu przygotowawczym w zakresie właściwości departamentu;
- współpraca międzynarodowa w zakresie opracowywania strategii zwalczania międzynarodowej przestępczości przeciwko obrotowi gospodarczemu i finansowo-skarbowej oraz ścigania jej sprawców, współdziałanie z polskim przedstawicielem w EUROJUST w zakresie działań prokuratury oraz z przedstawicielami innych organizacji międzynarodowych i ponadnarodowych działających na podstawie umów międzynarodowych ratyfikowanych przez Rzeczpospolitą Polską w zakresie zwalczania przestępczości przeciwko obrotowi gospodarczemu i finansowo-skarbowej;
- przygotowywanie projektów decyzji w zakresie uprawnienia Prokuratora Generalnego, o którym mowach w art. 328 k.p.k. w zakresie właściwości departamentu;

kształtowanie praktyki ścigania na podstawie prowadzonych analiz i badań w zakresie właściwości departamentu;
- monitorowanie spraw, w których strona wniosła skargę na naruszenie prawa strony do rozpoznania sprawy w postępowaniu przygotowawczym prowadzonym lub nadzorowanym przez prokuratora bez nieuzasadnionej zwłoki w zakresie właściwości Departamentu;
- opiniowanie wniosków kierowanych do Prokuratora Generalnego o wyrażenie zgody na wystąpienie do sądu o dopuszczenie dowodu z zeznań świadka koronnego w zakresie właściwości departamentu;
- przygotowywanie informacji dla Sejmu, Senatu, Prezydenta Rzeczypospolitej Polskiej, Rady Ministrów, Prokuratora Generalnego i innych organów w zakresie właściwości departamentu;

+ przygotowywanie informacji w sprawach będących przedmiotem interpelacji i zapytań poselskich, stanowisk w związku z oświadczeniami senatorów oraz udzielanie Rzecznikowi Praw Obywatelskich żądanych odpowiedzi i wyjaśnień w zakresie właściwości departamentu;
monitorowanie działań prokuratury w zakresie spraw należących do właściwości departamentu;
- koordynowanie postępowań przygotowawczych prowadzonych lub nadzorowanych w podległych jednostkach w zakresie spraw o przestępstwa popełnione z wykorzystaniem Internetu oraz zaawansowanych technologii i systemów komputerowych;
- wykonywanie innych czynności zleconych przez Prokuratora Generalnego lub Prokuratora Krajowego.

W skład departamentu wchodzi Koordynator do Spraw Cyberprzestępczości, który w tym zakresie podlega bezpośrednio Prokuratorowi Krajowemu.

### Departament Postępowania Przygotowawczego
W skład Departamentu Postępowania Przygotowawczego wchodzi Dział do Spraw Błędów Medycznych.
Do zadań Departamentu Postępowania Przygotowawczego należy w szczególności:
- wykonywanie czynności związanych z realizacją nadzoru instancyjnego sprawowanego przez Prokuratora Generalnego w postępowaniu przygotowawczym;
- koordynowanie i kontrolowanie prawidłowości zwierzchniego nadzoru służbowego nad postępowaniem przygotowawczym, sprawowanego przez prokuratury regionalne i okręgowe;
- sprawowanie zwierzchniego nadzoru służbowego nad wybranymi postępowaniami przygotowawczymi prowadzonymi przez jednostki;
- kontrolowanie prawidłowości prowadzenia postępowań w sprawach nieobjętych zwierzchnim nadzorem służbowym;
- monitorowanie i koordynowanie działalności w zakresie ścigania przestępstw, prowadzonej przez inne organy państwowe, w tym postępowań przygotowawczych prowadzonych w sprawach o określone rodzaje przestępstw wskazanych przez Prokuratora Generalnego lub Prokuratora Krajowego.

### Departament Postępowania Sądowego
W skład Departamentu Postępowania Sądowego wchodzą:
- Wydział Postępowania Sądowego w Sprawach Karnych,
- Wydział do Spraw Cywilnych i Administracyjnych,
- Wydział Kasacji,
- Zespół do Spraw Ułaskawień i Postępowania Wykonawczego

Do zadań Departamentu Postępowania Sądowego należy w szczególności:
- opracowywanie projektów kasacji Prokuratora Generalnego od orzeczeń sądów powszechnych w sprawach karnych i w sprawach nieletnich oraz skarg na wyroki sądów odwoławczych rozpoznawane na podstawie przepisów k.p.k.;
- opracowywanie projektów skarg kasacyjnych Prokuratora Generalnego i skarg Prokuratora Generalnego o stwierdzenie niezgodności z prawem prawomocnych orzeczeń sądów powszechnych w sprawach rozpoznawanych na podstawie k.p.c.;
- opracowywanie projektów skarg Prokuratora Generalnego o stwierdzenie niezgodności z prawem prawomocnych orzeczeń sądów administracyjnych;
- udział w posiedzeniach Sądu Najwyższego w składach zwykłych i powiększonych, dotyczących zagadnień prawnych w sprawach karnych i cywilnych oraz w posiedzeniach Naczelnego Sądu Administracyjnego rozpoznającego zagadnienie prawne;
- udział w postępowaniu przed Sądem Najwyższym, udział w posiedzeniu składu siedmiu sędziów Naczelnego Sądu Administracyjnego w sprawie, w której skargę kasacyjną wniósł prokurator wykonujący czynności służbowe w Prokuraturze Krajowej;
- oddziaływanie na praktykę oskarżycielską jednostek, w szczególności przez opracowywanie wyników badań problematyki kasacyjnej i kierowanie pism instrukcyjnych do prokuratur regionalnych;
- prowadzenie spraw związanych z postępowaniem o ułaskawienie.

### Departament do Spraw Wojskowych
W skład Departamentu do Spraw Wojskowych wchodzą:
- Wydział Postępowania Przygotowawczego, Sądowego i Nadzoru;
- Wydział Organizacyjno – Prawny.

Do zadań Departamentu do Spraw Wojskowych należy w szczególności:
- opracowywanie programów dotyczących podstawowych kierunków działania komórek organizacyjnych do spraw wojskowych oraz rozwiązań organizacyjnych określających funkcjonowanie tych komórek, a także sprawozdań i informacji dotyczących realizacji tych programów;
- wykonywanie czynności związanych ze sprawowaniem nadzoru instancyjnego związanego z realizacją uprawnień Prokuratora Generalnego w postępowaniu przygotowawczym w sprawach podlegających orzecznictwu sądów wojskowych;
- koordynowanie i kontrolowanie prawidłowości nadzoru służbowego nad postępowaniem przygotowawczym sprawowanego w wydziałach do spraw wojskowych prokuratury okręgowej oraz sprawowanie zwierzchniego nadzoru służbowego nad wybranymi postępowaniami przygotowawczymi prowadzonymi przez wydziały do spraw wojskowych w prokuraturach okręgowych w sprawach podlegających orzecznictwu sądów wojskowych.

### Wydział Spraw Wewnętrznych
Do zadań Wydziału Spraw Wewnętrznych należy w szczególności:
- prowadzenie i nadzorowanie postępowań przygotowawczych w sprawach o najpoważniejsze przestępstwa popełnione przez sędziów, prokuratorów, asesorów sądowych i asesorów prokuratury;
- koordynowanie postępowań przygotowawczych prowadzonych przez inne jednostki w sprawach o przestępstwa popełnione przez sędziów, prokuratorów, asesorów sądowych i asesorów prokuratury;
- monitorowanie spraw, w których strona wniosła skargę na naruszenie prawa strony do rozpoznania sprawy o postępowaniu przygotowawczym prowadzonym lub nadzorowanym przez prokuratora bez nieuzasadnionej zwłoki, w zakresie właściwości Wydziału.

### Zespół Służby Bezpieczeństwa i Higieny Pracy
Zespół do spraw Bezpieczeństwa i Higieny Pracy wykonuje zadania z zakresu bezpieczeństwa i higieny pracy zgodnie z odrębnymi przepisami i podlega bezpośrednio Prokuratorowi Krajowemu.

### Stanowisko Audytora Wewnętrznego
Audytor Wewnętrzny wykonuje zadania w zakresie audytu wewnętrznego, zgodnie z przepisami z ustawy z dnia 27 sierpnia 2009 r. o finansach publicznych (Dz.U. z 2022 r. poz. 1634, ze zm.) i podlega bezpośrednio Prokuratorowi Krajowemu.

### Inspektor Ochrony Danych
Inspektor Ochrony Danych wykonuje zadania określone w ustawie z dnia 29 sierpnia 1997 r. o ochronie danych osobowych (Dz.U. z 2016 r. poz. 922) i podlega bezpośrednio Prokuratorowi Krajowemu.

## Kierownictwo[18]
- Adam Bodnar – Prokurator Generalny  od 13 grudnia 2023
- Dariusz Korneluk – I Zastępca Prokuratora Generalnego – Prokurator Krajowy od 14 marca 2024[19]
- Robert Hernand – zastępca Prokuratora Generalnego od 20 kwietnia 2010
- Krzysztof Sierak – zastępca Prokuratora Generalnego od 7 marca 2016
- Andrzej Pozorski – zastępca Prokuratora Generalnego – Dyrektor Głównej Komisji Ścigania Zbrodni przeciwko Narodowi Polskiemu od 25 maja 2016
- Beata Marczak – zastępca Prokuratora Generalnego ds. Przestępczości Zorganizowanej i Korupcji od 24 marca 2017
- Tomasz Janeczek – zastępca Prokuratora Generalnego ds. wojskowych od 22 listopada 2023[20]
- Michał Ostrowski – zastępca Prokuratora Generalnego od 22 listopada 2023
- Jacek Bilewicz – zastępca Prokuratora Generalnego od 24 lipca 2024[21]
- Marek Jamrogowicz – zastępca Prokuratora Krajowego od 10 maja 2024[22]